# Погорельцево (Курська область)
Погорельцево (рос. Погорельцево) — село в Желєзногорському районі Курської області Російської Федерації.
Населення становить 72 особи. Входить до складу муніципального утворення Кармановська сільрада.

## Історія
Населений пункт розташований на території українського етнічного та культурного краю Східна Слобожанщина.
Від 2004 року входить до складу муніципального утворення Кармановська сільрада.

## Населення
| 1862 | 1877 | 1883 | 1905 | 1979 | 2002 | 2010 |
| ---- | ---- | ---- | ---- | ---- | ---- | ---- |
| 283  | ↘247 | ↗377 | ↗399 | ↘205 | ↘100 | ↘72  |